# Anthrone
L'anthrone ou anthacénone est un composé aromatique tricylique dérivé de l'anthracène. 
Elle est notamment utilisée pour doser la cellulose ou le glycérol  par détermination colorimétrique des glucides.
De plus elle est utilisée en tant que laxatif. Elle a pour effet de stimuler la motricité du colon et y implique une baisse de la réabsorption d'eau.